# Окрестина
Окре́стина (бел. Акрэсціна) — комплекс мест заключения в Минске, расположенный по 1-му переулку Окрестина, на углу улицы Кулибина и переулка Талаша. Комплекс состоит из приёмника-распределителя для несовершеннолетних (дом № 38), изолятора временного содержания (ИВС, № 36А) и Центра изоляции правонарушителей (ЦИП, № 36) ГУВД Мингорисполкома.
«Окрестина» стало именем нарицательным, как и выражение «попасть на Окрестина», означающее «быть задержанным» или просто «попасть в тюрьму». Термин по имени места заключения стал символом пыток мирных граждан, несогласных с фальсификациями на выборах, участников протестов в Белоруссии (2020—2021).

## Название
Окрестина — неофициальное название комплекса зданий. Это название стихийно появилось и стало распространяться среди людей. На самом деле это фамилия Героя Советского Союза Бориса Семёновича Окрестина. Достоянием гласности стало чрезмерно жестокое отношение силовиков к задержанным. После президентских выборов 2020 года фамилия Героя стала ассоциироваться не с его подвигами, а с насилием. «Окрестино» — пишут красной краской на плакатах в цепях солидарности с теми, кто пострадал от насилия.
Представитель Министерства иностранных дел Республики Беларусь Вячеслав Казаченок эмоционально высказался насчёт издевательств над людьми на улице имени Героя Великой Отечественной войны. Он негативно высказался о пытках в учреждении, которое названо в честь фронтовика, отдавшего жизнь за нашу свободу и лучшее будущее.
Краевед Вадим Зеленков считает, что переулок следует переименовать, поскольку фамилия Окрестин в массовом сознании ассоциируется в наши дни не с лётчиком-героем, а с теми ужасами, описание которых передаётся из уст в уста.

## История
В середине 1990-х годов ЦИП стал известен как «бомжатник». Сюда привозили как алкозависимых, так и активистов и бездомных. В те времена в камерах бегали крысы, не было кроватей. Это учреждение воспринимали как пережиток прошлого. В середине 2000-х годов рядом с ЦИПом построили ИВС, предназначенный для подозреваемых в преступлениях. В конце 2000-х годов Республиканский санитарно-эпидемиологический центр и прокуратура неоднократно просили улучшить условия пребывания задержанных в ЦИП. Однако, эти просьба остались лишь просьбами. На условия содержания было много жалоб, в том числе в Комитет по правам человека ООН. Только в 2012 году в учреждении начали делать ремонт. После окончания ремонта, в 2015 году, в ЦИПе появились чистые камеры, двухъярусные кровати. Однако задержанные часто жаловались на изъятие карандашей и ручек как острых предметов, недопуск адвокатов, плохую вентиляцию, холод в камерах, грязное постельное бельё и полную изоляцию. Было запрещено курить в камерах, что также вызывало недовольство у людей, а также сокращено время прогулок на свежем воздухе. Принять душ можно было только тем, у кого были длительные административные аресты.

## События 2020—2021 годов

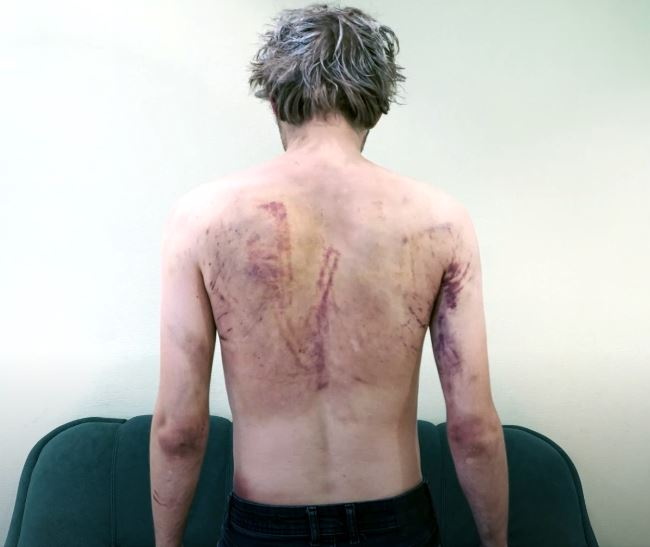
Избитый активист, задержанный силовиками 11 августа 2020 года в Минске

После прошедших президентских выборов 9 августа 2020 года начались массовые протесты. Задержанных во время протестов доставляли в разные учреждения страны, в том числе и на Окрестина. Место сомнительно ославилось не только на всю страну, но и на весь мир. Задержанные на акциях протеста люди после выхода из Окрестина рассказывали о жестоком отношении со стороны силовиков. В одну камеру могли поместить более 60 человек. За пять дней через центр, рассчитанный на 110 человек, «прогнали» около трёх тысяч. Освобожденные задержанные свидетельствовали об издевательствах и пытках после задержаний.
13 августа в СМИ появились свидетельства жестокого обращения с задержанными в центре изоляции: в камеры, рассчитанные на 4 человека, помещали по 20—30 человек; людей заставляли оговаривать себя; необходимая медицинская помощь не оказывалась; задержанным долгое время не давали воду и еду, беспрестанно избивали дубинками. Также появилась аудиозапсь, на которой слышны стоны и крики людей предположительно из Окрестина. В тот же день правозащитники обратились к главе МВД Юрию Караеву с требованием прекратить нечеловеческое обращение с задержанными.
В ночь с 13 на 14 августа 2020 года родственники задержанных на улице Окрестина записали звуки непрекращающихся избиений, которые, по их утверждениям, были хорошо слышны на улице. На записях также различимы голоса людей, кричащих от боли и молящих о пощаде. Один освобожденный заключённый сообщил, что тех, кто просил силовиков не бить, избивали ещё сильнее. Одна из бывших узников Окрестина рассказала Amnesty International, что, после того как ей удалось зарегистрировать свою жалобу и её травмы осмотрел официальный судебно-медицинский эксперт, она услышала от следователя, что тот всё равно не будет начинать официальное расследование без «приказа сверху».
14 августа многих людей, задержанных в предыдущие дни, выпустили. Часть вывезли на машинах скорой помощи, десятки людей показали раны и травмы от побоев.
17 августа, согласно информации Генеральной прокуратуры, более чем 600 граждан заявили про побои и пытки в местах заключения. В тот же день около 500 медицинских работников и их сторонников собрались перед входом в здание Министерства здравоохранения с требованием обеспечить доступ врачей на территорию центра изоляции Окрестина и центра временного содержания на ул. Володарского в Минске для осмотра пациентов и решения вопроса о госпитализации.
19 августа архиепископ-митрополит Минско-Могилёвский Тадеуш Кондрусевич помолился под стенами изоляторов, которые стали символов пыток мирных граждан, несогласных с фальсификациями на выборах.

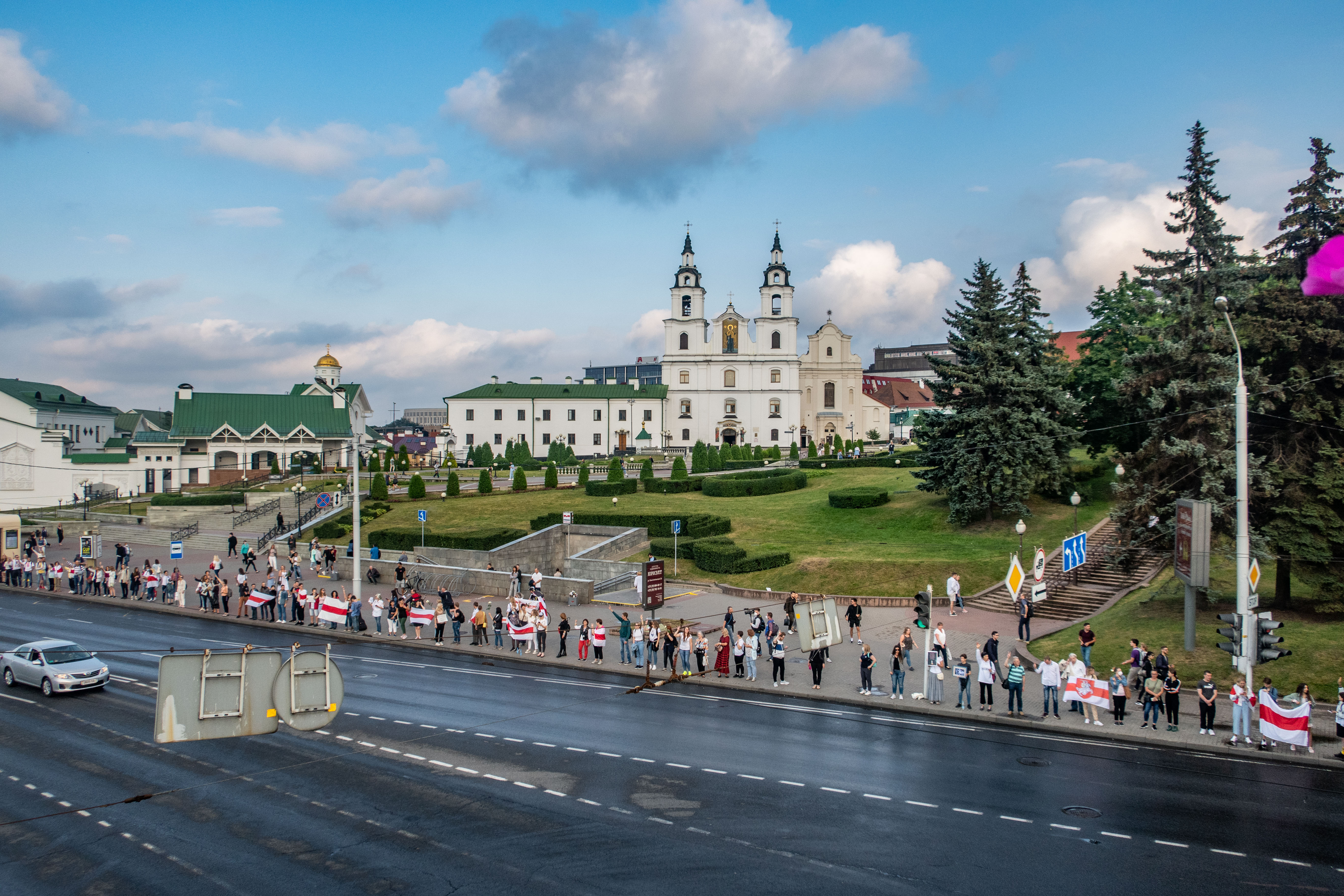
Минск, 21 августа. Всенародная цепь против насилия от Куропат до Окрестина

21 августа в 18:00 в Минске началась массовая мирная акция «Цепь покаяния». В тот день её участники, призывавшие к прекращению насилия, выстроились вдоль дорог в живые цепи — многокилометровая вереница растянулась от Куропат, места захоронения жертв массовых репрессий 1930-х годов, до Окрестина, места жестокого избиения и пыток задержанных в центре изоляции.
22 августа на площади Победы прошла акция «Моя камера», организованная родственниками и друзьями тех, кто стал узником Окрестина. Участники нарисовали на асфальте контуры камеры, рассчитанной на шестерых, и массово заполнили её с целью продемонстрировать, как это было.
28 августа получил огласку случай, когда после избиения в изоляторе на Окрестила 33-летнему Алексею Жуку врачи сделали ряд операций на ноге, наложив 30 швов. По словам медиков, ещё один день промедления с хирургией привёл бы к ампутации ноги.
14 сентября телеканал «СТВ» показал репортаж пропагандиста Григория Азарёнка про комфортные условия содержания на Окрестина, и в котором начальник изолятора отрицал применение насилия в отношении задержанных. Телесюжет был раскритикован в СМИ.
11 октября 2020 года было обнародовано видео, на котором заключённых в Окрестина проводят через ряды милиции и сил безопасности и непрерывно избивают.
В апреле 2021 года узники Окрестина сообщили про регулярную пытку, когда пол камер заливали хлором и перекрывали подачу кислорода в клетки. Например, глава ОГП Николай Козлов был доставлен в больницу из-за отравления хлором в центре изоляции. Также было сообщено, что в одноместных камерах содержались по восемь человек. Другие свидетельства подтверждают вышеупомянутые пытки хлором и перенаселённостью камер, например, в камере с четырьмя кроватями было 18 человек, и люди спали на полу, но многие стояли, потому что не хватало места для всех, и что узники находились под психологическим и физическим давлением, когда били за отказ поддакнуть людям в балаклавах, которые сообщали заключённым, что у них «теперь нет прав». Кроме того, стало известно о выдаче под запись простыней, которые перед входом в камеру забирали. Спать узникам было почти невозможно: постоянно включенное освещение, побудки каждые 1,5—2 часа, если кто-то спал на полу днём (не было ни матрасов, ни подушек) и охранники это видели, они открывали камеру и выливали таз хлора. Человеку с эпилепсией врач сказала, что «у змагаров всё в порядке», и ему отказали в госпитализации из-за припадков. Передач от близких администрация отдавала узникам только малую часть, в то время как у неполитических были и матрасы, и передачи. Также получили огласку свидетельства про попытки вербовки со стороны оперативников, угрозы посадить за интервью СМИ, взлом аккаунтов социальных сетей узников во время их заключения.
В июне 2021 года получил огласку случай, когда женщине, которая отбывала арест на Окрестина в январе-феврале 2021 года, удалили яичник. Причиной стало переохлаждение из-за того, что, по её словам, в камере, как на улице, стоял мороз и спать приходилось на ледяном полу.
По свидетельствам очевидцев, в июне 2021 года заключённым в переполненных камерах приходилось спать на полу с постоянно включённым светом, причём их будили по несколько раз за ночь и обыскивали. На прогулки заключённых не выводили и угрожали закрыть форточку. Передачи отдавали только на вахте по окончании срока лишения свободы и в неполном виде.
По состоянию на июнь 2021 года ни одного уголовного дела по факту пыток на Окрестина возбуждено не было. По словам адвоката Андрея Мочалова, среди клиентов которого были потерпевшие, которые хотели возбуждения уголовных дел по факту пыток на Окрестина, все факты пыток были приняты центральным аппаратом Следственного комитета, который проводил расследование, но, когда его тогдашний руководитель Иван Носкевич поднял вопрос об этом на совещании силовиков, его сразу уволили.

## Санкции ЕС, США, других стран
Руководители и сотрудники комплекса мест заключения становились субъектами запрета на поездки и замораживания активов Европейским союзом как часть списка белорусских чиновников, ответственных за политические репрессии, подтасовку результатов голосования и пропаганду.
В соответствии с решением Совета Европейского союза от 2 октября 2020 года Иван Соколовский, директор центра изоляции Окрестина, был включён в список за «бесчеловечное и унижающее достоинство обращение, включая пытки, по отношению к гражданам, задержанным в изоляторе». Его же включили в свои санкционные списки Великобритания, Канада, Швейцария. 20 ноября к октябрьскому пакету санкций ЕС присоединились Албания, Исландия, Лихтенштейн, Норвегия, Северная Македония, Черногория и Украина.
В соответствии с решением Совета Европейского союза от 21 июня 2021 года в список были добавлены очередные служебные лица: Евгений Врублевский, старший сержант милиции, который, по свидетельствам очевидцев и сообщениям СМИ, лично принимал участие в жестоких избиениях задержанных гражданских лиц, за «бесчеловечное и унижающее достоинство обращение, включая пытки, в отношении граждан, содержащихся в Центре изоляции правонарушителей», Евгений Шапетько, директор центра изоляции, за «ужасные условия в центре изоляции и бесчеловечное и унижающее достоинство обращение с гражданами, которые участвовали в мирных протестах и были задержаны», Игорь Кенюх, директор изолятора временного содержания, за «ужасные условия и бесчеловечное и унижающее достоинство обращение, включая избиение и пытки» и «давление на медицинский персонал с целью отстранения врачей», Глеб Дриль и Владимир Лапырь, заместители директора изолятора временного содержания, за «ужасающие условия и бесчеловечное и унижающее достоинство обращение, включая избиения и пытки» по отношению к задержанным гражданам. 6 июля 2021 года к июньскому пакету санкций ЕС присоединились Албания, Исландия, Лихтенштейн, Норвегия, Северная Македония, Черногория, 7 июля — Швейцария. 9 августа эти же служебные лица попали под санкции США.
21 июня 2021 года центры содержания на Окрестина были добавлены в санкционный список специально обозначенных граждан и заблокированных лиц США за, согласно очевидцам, физическое насилие, в том числе пытки и нечеловеческие условия во время задержания, — нарушения прав человека, связанные с политическими репрессиями.